# A harmadik bolgár leva bankjegyei
A harmadik bolgár leva bankjegyei az érmékkel együtt Bulgária hivatalos fizetőeszközei voltak 1962 és 1999 között. Bevezetésekor a bankjegyek 1, 2, 5, 10 és 20 leva értékűek voltak, de a 90-es évek inflációja miatt 1990 és 1996 között 50, 100, 200, 500, 1000, 2000, 5000 és 10 000 leva értékű bankjegyeket is helyeztek a forgalomba. Az 1997-es 1000% fölötti infláció miatt kiadták továbbá az 50 000 levás bankjegyet is. A pénzjegyeket végül 1999-ben bevonták, és a negyedik bolgár leva bankjegyei váltották fel.

## Bankjegyek[1]
| Névérték    | Méret       | Anyag | Szín              | Előlap                                          | Hátlap                                       | Nyomtatási év(ek) |
| ----------- | ----------- | ----- | ----------------- | ----------------------------------------------- | -------------------------------------------- | ----------------- |
| 1 leva      | 105 × 54 mm | Papír | Világos rózsaszín | A Sipka-szorosi csata emlékműve                 | Névérték, címer                              | 1962              |
| 1 leva      | 103 × 53 mm | Papír | Világos rózsaszín | A Sipka-szorosi csata emlékműve                 | Névérték, címer                              | 1974              |
| 2 leva      | 108 × 56 mm | Papír | Zöld              | Szőlőt szüretelő nő                             | Névérték, címer                              | 1962, 1974        |
| 5 leva      | 115 × 59 mm | Papír | Piros             | Aranyhomok üdülőhely                            | Névérték, címer                              | 1962, 1974        |
| 10 leva     | 120 × 61 mm | Papír | Világoskék        | Devnjai Vegyi Kombinát                          | Georgi Dimitrov, névérték, címer             | 1962              |
| 10 leva     | 119 × 62 mm | Papír | Kék               | Devnjai Vegyi Kombinát                          | Georgi Dimitrov, névérték, címer             | 1974              |
| 20 leva     | 125 × 65 mm | Papír | Narancssárga      | Devnjai Vegyi Kombinát                          | Georgi Dimitrov, névérték, címer             | 1962, 1974        |
| 20 leva     | 119 × 59 mm | Papír | Világoskék        | Bojana-templom                                  | Desislava királynő                           | 1991              |
| 50 leva     | 130 × 70 mm | Papír | Világoszöld-barna | Veliko Turnovo                                  | Névérték, címer                              | 1990              |
| 50 leva     | 125 × 62 mm | Papír | Többszínű         | Hristo Danov                                    | Nyomdagép a 19. századból                    | 1992              |
| 100 leva    | 131 × 65 mm | Papír | Sárga             | Zahari Zograf                                   | Az élet kereke                               | 1991, 1993        |
| 200 leva    | 137 × 68 mm | Papír | Fehér-piros       | Ivan Vazov                                      | Líra babérkoszorúval                         | 1992              |
| 500 leva    | 143 × 71 mm | Papír | Világoszöld       | Dobri Christov                                  | Várnai operaház                              | 1993              |
| 1000 leva   | 149 × 74 mm | Papír | Sárgászöld        | Vaszil Levszki                                  | Vaszil Levszki emlékműve                     | 1994, 1996-1997   |
| 2000 leva   | 155 × 77 mm | Papír | Világoskék        | N. Ficev                                        | Építészeti tervek                            | 1994, 1996        |
| 5000 leva   | 161 × 80 mm | Papír | Piros             | Zahari Stoyanov                                 | Plovdivi emlékmű                             | 1996-1997         |
| 10 000 leva | 167 × 80 mm | Papír | Piros             | Vladimir Dimitrov-Maystora                      | A művész műveinek részletei                  | 1996              |
| 10 000 leva | 112 × 62 mm | Papír | Sárgászöld        | Dr. Petar Beron                                 | Teleszkóp                                    | 1997              |
| 50 000 leva | 120 × 66 mm | Papír | Lila              | SS. Cyril és Methodius Nemzeti Könyvtár, Szófia | Pliszka és Veliki Preszlav építészeti elemei | 1997              |